# Ranchuelo, Cuba
Ranchuelo là một đô thị và thành phố ở tỉnh Villa Clara của Cuba.
Khu định cư này được lập năm  1734 và lập thành đô thị năm 1879.

## Dân số
Năm 2004, đô thị Ranchuelo có dân số 59.062 người. với tổng diện tích 556 km² (214,7 mi²), và mật độ dân số 106,2người/km² (275,1người/sq mi).
Đô thị này được chia thành các barrio Norte, Poza de la China, Sitio Viejo và Sur.